# Maria Balea
Maria Balea (n. 1 ianuarie 1962, comuna Feleacu, județul Cluj) este un grafician român.

## Biografie
A absolvit Academia de Arte Vizuale „Ion Andreescu” din Cluj-Napoca, promoția 1994, secția grafică, sub îndrumarea profesorului Ioachim Nica.
Din 1999 este membră a Uniunii Artiștilor Plastici (UAP) din România, filiala Arad.

## Expoziții
Expoziții personale
- 2005 - Galeria de Artă Contemporană, Zrenjanin, Serbia
- - Galeria Centrului Cultural, Novi-Sad, Serbia
- 2006 - „Registrele cromatice ale memoriei”, Galeria Națională Delta, Arad
- - Biblioteca comunală, Rouffignac de Sigoules, Franța
- - Axa Art Gallery, Timișoara
- 2007 - Galeria Helios, Timișoara
- - „20x20”, pictură de mici dimensiuni, Axa Art Gallery, Timișoara
- 2008 - „Consonante interioare” Muzeul de Artă, Cluj-Napoca
- 2010 - Art Chamber Gallery, Goa, India
- 2012 - Galeria Helios, Timișoara
- 2013 - Galeria „Artă”, Craiova

Expoziții de grup (selecție)
- 1994 - 1997, expoziții tematice în Cluj-Napoca, Arad, Tg. Mureș, etc.
- 1995, 1996 - Salonul Anual de Artă, Cluj-Napoca
- 1997 - 2007 – Saloanele Anuale de Artă, Galeria Națională Delta, Arad
- 1999 - Expoziția Internațională de Gravură Mică, Galeria Națională Delta, Arad
- - Bienala Națională de Desen, Galeria Națională Delta, Arad
- 2001 - Expoziția Serviciului de Ajutor Maltez în România, Cochen-Zail, Germania
- 2002 - Expoziția Serviciului de Ajutor Maltez în România, Galeria Națională Delta, Arad
- 2003 - Bienala Națională de Desen, Galeria Națională Delta, Arad
- 2003-2007 - Saloanele de primăvară și iarnă, Galeria Națională de Artă "Delta", Arad
- 2005 - Bienala Internațională de Artă Contemporană, Arad

- 2006 - „United Energy”, (EAA), Asociația Artiștilor Europeni, Stanzwerk, Bochum-Essen, Germania
- - Finroart XXI, Hyvinkaa, Finlanda
- - „Copacul”, expoziție cu lucrări de mici dimensiuni, Salzburg, Austria
- - „Uși către lume”, expoziția artiștilor arădeni, Budapesta, Ungaria
- - „With pleasure”, Finroart XXI, România-Finlanda-Germania, Hovinkartano, Hauho, Finlanda

- 2007 - „River dialogue”, Al-Rowaq Gallery, Amman, Iordania
- - Expoziția colectivă a artiștilor arădeni în Sibiu
- - „Art 20”, expoziție itinerantă a Asociației Artiștilor Europeni (E.A.A.), Ungaria, Austria, Polonia, Germania
- - A VII-a Bienala de Acuarelă, Zrenjanin, Serbia
- - „Festivalul de Artă Besenova”, Slovacia
- - „Everdream”, Hovinkartano Hauho, Finlanda
- - Mail Art, Verbania, Italia
- - „Punct de întâlnire”, Bienala Internațională de Artă, Arad

- 2008 - Galeria Formă, Deva
- - Galeria Veche, Cluj-Napoca
- -  „Axe”, Axa Art Gallery, invitată Muzeului de Artă, Arad
- - „Artă Contemporană Românească”, Consulatul General al M.A.E. în Barcelona, Spania
- - „Festivalul de Artă Besenova”, Slovacia
- - „Grup 21” tineri artiști arădeni, Galeria Națională de Artă Delta
- - Muzeul de Artă din Arad, Serviciul de Ajutor Maltez în România, Dorobanți
- - „Puterea luminii”, Bashimi-House, Szalsburg, Austria
- - Salonul de iarnă, Galeria de artă Delta, Arad,
- - A IX-a ediție a Bienalei concurs „Gheorghe Petrașcu” Târgoviște

- 2009 - „Meeting point”, a II-a ediție a Bienalei Internaționale de Artă, Arad
- - Bienala de Pictură, Chișinău, Moldova (nominalizare)

- 2010 - Expoziția Simpozionului de Artă, Muzeul de Artă, Arad
- - „Axe”, Galeria Axa și Muzeul de Artă Arad
- - „Women and Green” – Internațional Mail Art, Ahmedabad, India
- - World Art Fondation, Place Gallery, USA
- - Art District Gallery, Las Vegas, NV
- - „Expo Axe”, Sibiu
- - Pecs, Ungaria
- - „Totem” VI, Expoziție Internațională de Artă Plasica, Târgu Mureș
- - „Conexiuni”, expoziția Simpozionului Internațional de Artă – Căprioară, Galeria „KromArt” Târgu Mureș
- - PARAMPARA, Ahmedabad, India

- 2011 – a III-a ediție a Bienalei Internaționale de Artă, Arad
- - Salonul Anual de Artă, Galeria Națională Delta, Arad

- 2012 – „IX – Art Show” Bangalore, India
- - Maiden Tower Art Festival, Baku, Azerbaijan
- - Bată VI, Muzeul de Artă, Arad
- - Calpe Gallery (RO), tabăra de creație Thassos, Grecia
- - A două ediție „Taches-Taches” St. Lo, Franța
- - Bienala Internațională de Grafică Mică, Arad
- - „Vide atelier d'artist”, Usine Utopik, Franța

- 2013 – CEC Bank Expo 4, Timișoara
- - „Ars visibilis” Festival Internațional de Artă Contemporană, Muzeul de Artă Almeria, Spania
- - „Pastel Urban”, Muzeul de Artă Arad
- - Art 20, SRK-Hall Renko (Hameelinna), Finland
- - Inside Thassos, Kalokerigo Gallery, Limenas, Grecia
- - A IV-a ediție a Bienalei Internaționale de Artă „Meeting Point’”, Arad
- 2014 - Salonul de Plastică Mică, Brăila

Simpozioane de artă
- 2000 - 2008, Serviciul de Ajutor Maltez în România, Dorobanți, Arad
- 2003 - Bekescsaba, Ungaria
- - Ecka-Zrenjanin, Serbia
- 2004 - Tabăra Internațională, Gărâna, Caraș-Severin
- 2005 - „Atelier liber”, Niklasdorf, Austria
- - „Svetionic”, Novi-Sad, Begec, Serbia
- 2006 – „United energy”, Asociația Artiștilor Europeni (EAA), Essen, Germania
- - Plain-air’ 06 XIV, Csongrad, Ungaria
- 2007 - Asociația Artiștilor Europeni, Fuhais, Amman, Iordania
- - Art Festival, Besenova, Slovacia
- - Plain-Air, Malarski Milowka, Polonia
- - „Everdream”, Hovinkartano Hauho, Finlanda (E.A.A în colaborare cu Finroart XXI)
- - „Mistery of the nature”, Plain-air, Liptov, Slovacia
- 2008 - Art Festival Besenova, Slovacia
- - Mezotur, Ungaria
- - Plain-air, Csongrad, Ungaria
- - „Interior-exterior”, Praga, Cehia
- - „Interior-exterior”, Bratislava, Slovacia
- 2009 - „Centu-Rays”, Tumkur, Karnataka, India
- - Gulbarga, India
- 2010 - Niebylec, Polonia
- - „Taches – Taches", Sain-Lo, Normandia, Franța
- - „Conexiuni", Căprioara, România
- 2011 - Tarnowskie Gory, Polonia
- - Simpozionul Internațional de Acuarelă, Macedonia, Skopje
- - Întâlnire româno-sârbă, Bezdin
- 2012 – Bată, România
- - Beckeszcsaba, Ungaria
- - Maiden Tower Art Festival, Baku, Azerbaijan,
- - Thasoss, Grecia
- - „Taches – Taches - ÎI” Saint-Lo, Franța
- - 2013 – Halkidiki, Grecia
- - „No Limit” Sângeorz-Băi
- - „Art Forest” Baia-Mare

Workshop: 2009, Gulbarga, India
Premii
- 2009 - Premiul Direcției Culte, Cultură și Patrimoniu cultural, Bienala concurs „George Petrașcu”, ediția IX-a, Târgoviște, România
- - Bienala de Pictură, Chișinău, Moldova, nominalizare
- 2013 – a IV-a ediție a Bienalei Internaționale de Artă, mențiune pentru pictură

## Cronică
|  | ...Maria Balea este preocupată preponderent de structurile cromatice în varianta țeserilor de culoare, dar se face încă resimțit gustul graficianului pentru textura liniară. Componenta de pictură a imaginii, deși dominantă, se cantonează în nivelele de substanță, de fond și se supune regimului armonic, astfel încât acordul cromatic își poate asuma, fie și implicit, rafinamentul nuanțelor... ...Imaginea înregistrează o anume generalizare prin culoare, dar se particularizează prin intervenția grafică. Substanța cromatică arată armonie și luminozitate, simț decorativ și finețe, este sensibilă, diafan manifestată. Adaosul grafic este subliniere și dinamism, accent necesar, conferă elocvență și coeziune, este gest, scriere pe deasupra. Cele două componente, cromatica și grafismul, sunt vădit complementare: o parte, care nu poate fără cealaltă, exprimă felul în care se lasă întregită, felul în care este completată. Așadar avem de a face cu o diadă, dar nu una de tip dihotonic, ci avem de a face cu un dualism întregitor. Precum Yang și Yin o structură există numai cu rostul de a completa pe cealaltă, jumătatea prezentă ivește automat cealaltă jumătate. Cea prezentă face loc imediat celei care apare, culoarea face loc liniei, localitatea cromatică face loc traseului liniar. Între jumătatea cromatică și jumătatea grafică, întrefond și formă, între substanță și esență se produce, de fapt, finalizarea imagistică... La rândul ei, expresia, ca adresare, se manifestă alternativ între o frontalitate verticală bidimensională și o orizontalitate datorată unei priviri de sus ca și când ar fi o vedere aeriană. Astfel că vedem, când un panou scenografiat spațial, când o hartă pentru o lume văzută plonjant, când un spațiu localizat, când un spațiu aleatoriu. Între aceste alte polarități transpunerea imagistică acceptă mișcarea, prin gest, în realizare și, prin caracterul așternerii, în efectul cromatic, de aceea lucrările se și oferă franc, așa cum sunt, esențialmente fundamentate pe ritmică, fie că este vorba de ritmica generală a formelor, fie pe ritmica detaliilor cromatice... ...Compoziția nu suferă în urma domniei suprafeței, a hegemoniei bidimensionale, ci, dimpotrivă, își potrivește astfel mai eficient ritmul de forme și ritmul de culori în cadențe alerte, puțin grăbite. Astfel este posibil ca, atunci când își face simțită prezența sugestia frontalității, să apară efectul unei vagi depărtări, iar când se sugerează orizontalitatea, să survină efectul unei difuze înălțări. Prin aceste lucrări poți doar să te depărtezi în spațiu sau să te înalți în spațiu, întrun spațiu, evident, al simțirii. Pictura de acum a Mariei Balea comunică ceva ce poți simți când ești ajutat de privirea care esențializează lucrurile pentru a le transforma în stări. Lucrurile devin stări, adică devin forme abstracte și culori independente, forme libere și culori disponibile. ..Toate la un loc reprezintă o manifestare a prezentului prin formă și culoare, o clipă de față în care s-a blocat timpul. Este un prezent atemporal, poate, neștiut, etern, întrucât aceste structuri nu lasă impresia că vor îmbătrâni. Sunt structuri de abolire a timpului până la diafan, până la vaporozitate, până la transparență. Este percepută finețea din ce în ce mai accentuată a unei lumi alcătuită numai din culori sensibil rafinate și din linii fin distilate. Acest fel de alchimie imagistică evocă înrourate pânze de păianjen, matinali vălătuci de aburi și dimineți cu cerneri de lumini precum în romanticele răsărituri. Ceva de vitraliu, pentru atunci când anotimpul verii transpune în jurul nostru un moment de excepție, un moment paradisiac. | — Ioan Iovan, critic de arta |